# Dualisme (philosophie de l'esprit)
Pour les articles homonymes, voir Dualisme.
En philosophie de l'esprit, le dualisme est la thèse selon laquelle l'Univers est constitué de substances matérielles et de substances mentales.
Le dualisme se réfère à une vision de la relation matière-esprit fondée sur l'affirmation que les phénomènes mentaux possèdent des propriétés qui sortent du champ de la physique.
Ces idées apparaissent pour la première fois dans l'histoire de la philosophie avec les écrits de Platon et d'Aristote, qui affirment que l'« intelligence » de l'homme (une faculté de l'esprit ou de l'âme) ne peut pas être assimilée ni expliquée par son corps matériel,. Cependant, le premier emploi du terme dans cette acception ne date que de la première moitié du XVIIIe siècle et apparaît sous la plume de Christian Wolff (1670-1754)[réf. nécessaire].
La version la plus connue du dualisme est élaborée  par René Descartes dans les Méditations métaphysiques parues en 1641. Il y soutient que l'esprit et le corps sont « réellement distincts », c'est-à-dire que l'un peut exister sans l'autre.  Descartes qualifie l'esprit de substance pensante (res cogitans) et le corps de substance étendue (res extensa) en ce sens que toute la nature de l'esprit n'est que de penser tandis la nature du corps n'est que d'être étendue. Sa doctrine est ainsi qualifiée de dualisme de substance. La conception cartésienne de l'esprit l'amène à être le premier à formuler le problème des relations de l'esprit et du corps, ce que l'on nomme le problème corps-esprit,  de la façon dont il est présenté aujourd’hui.
Le dualisme est opposé à des formes variées de monismes, parmi lesquelles le physicalisme et le phénoménisme. Le dualisme de substance s’oppose à toutes les formes de matérialisme, tandis que le dualisme de propriétés peut être considéré comme une forme de matérialisme émergentiste et serait alors opposé à un matérialisme non émergentiste.

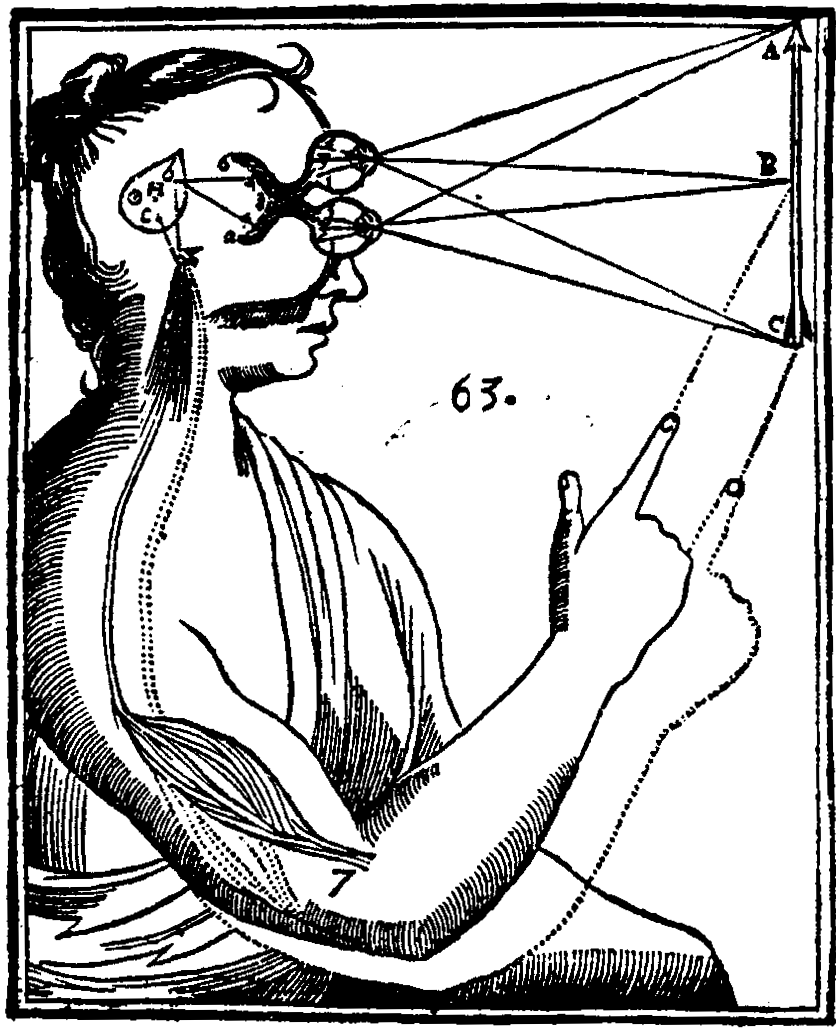
Illustration du dualisme par René Descartes. Les entrées sensorielles sont transmises par les organes sensoriels à la glande pinéale dans le cerveau, puis à l’esprit immatériel.

## Histoire du dualisme en philosophie

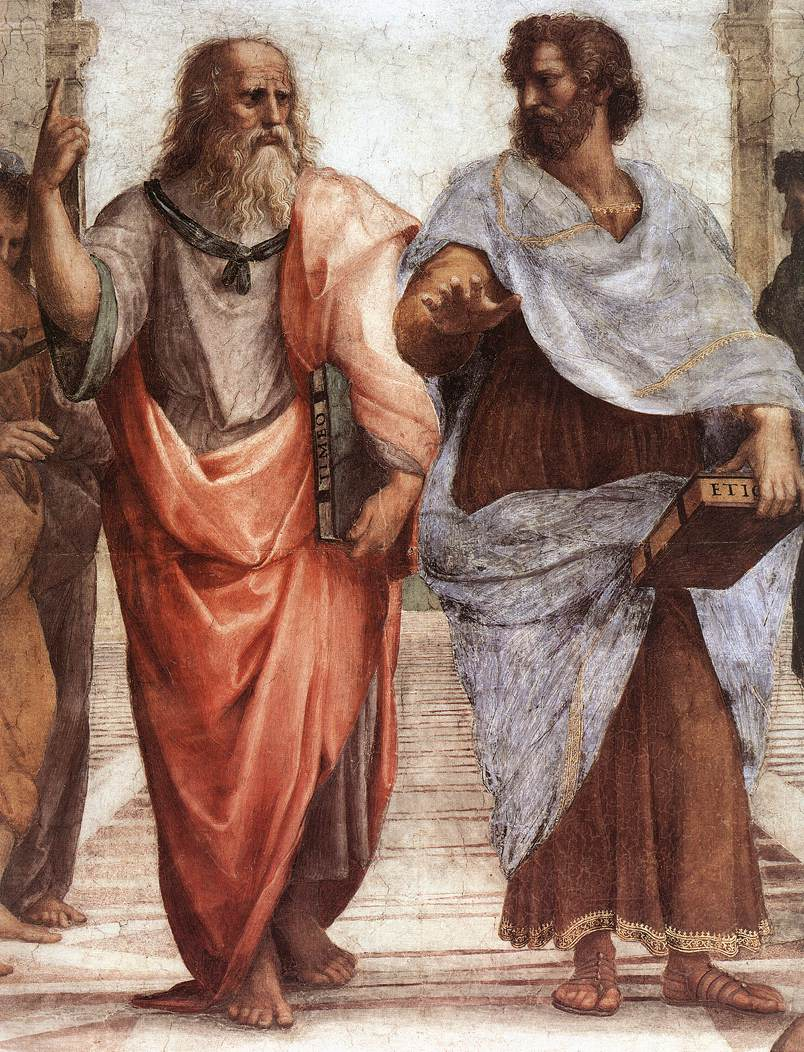
On oppose souvent, de façon caricaturale, l'idéalisme de Platon au prétendu matérialisme d'Aristote (celui-ci défend plutôt un hylémorphisme), comme en témoigne le geste de chacun des deux philosophes dans ce détail d'une fresque du peintre Raphaël (vers 1510).

### Platon
Dans le Phédon, Platon formule sa fameuse conception des Formes éternelles en tant que substances distinctes et immatérielles dont les objets et autres phénomènes que nous percevons ne sont que les ombres. L’idée de Platon est devenue le point de départ de toutes les formulations ultérieures de ce que l’on appelle aujourd’hui le dualisme de substance en ontologie. Mais cette conception ne doit pas être vue comme une notion métaphysique ancienne et dépassée car elle entraîne des conséquences précises et indéniables pour la philosophie de l'esprit, en particulier pour le problème corps-esprit.
Platon explique clairement dans le Phédon que les Formes sont les universalia ante rem, c'est-à-dire qu’elles sont des concepts (ou idées) universels, rendant intelligible l’ensemble du monde phénoménal. Par conséquent, pour que l’intellect (l’aspect le plus important de l’esprit en philosophie jusqu’à René Descartes) ait accès à une forme quelconque de connaissance en rapport à un aspect quelconque de l’univers, il est nécessaire qu’il soit lui-même une entité immatérielle (ou la propriété d’une telle entité). Ainsi, il est clair en se fondant sur ces textes que Platon était un précurseur très clairvoyant de Descartes et des formulations ultérieures et plus rigoureuses du concept de dualisme de substance.

### Aristote
Aristote a par la suite rejeté la notion des Formes de Platon en tant qu’entités existant indépendamment, mais maintient de nombreux aspects de l'idéalisme, par exemple pour la division de la substance d'avec l'accident. Dans son livre Métaphysique, il pointe déjà le problème central de cette idée : d’un côté, si l’on dit que chaque particularité du monde phénoménal participe ou est incluse dans les Formes, on semble détruire l’unité essentielle et indispensable de la Forme. D’un autre côté, si l’on dit que les particularités sont seulement semblables, ou sont des copies des Formes, nous avons alors besoin de Formes supplémentaires pour expliquer la connexion entre les membres de la classe constituée par les particularités-et-les-formes, et ainsi de suite, nous menant dans une régression infinie. C’est ce qu’Aristote a appelé l’argument du « troisième homme ».
C’est pour ces raisons qu’Aristote a revu la théorie des Formes afin d’en éliminer l’idée de leur existence indépendante des entités concrètes particulières. La forme d’une chose, pour Aristote, est la nature ou l’essence (du grec ousia) de cette chose. Affirmer que Socrate et Callias sont tous les deux des hommes ne signifie pas qu’il existe une entité transcendante "homme" à laquelle Socrate et Callias appartiennent tous les deux. La forme est substance, mais elle n’est pas substance au-delà de la substance des entités concrètes qu’elle caractérise. Aristote rejette à la fois l’universalia in rebus et l’universalia ante rem. Certains philosophes et penseurs ont considéré cela comme une forme de matérialisme, non sans raisons. Cependant, ce qui est important du point de vue de la philosophie cognitive est le fait qu’Aristote ne croit pas que l’intellect puisse être conçu comme quelque chose de matériel. Son raisonnement est le suivant : si l’intellect était matériel, alors il ne pourrait pas inclure toutes les formes[réf. nécessaire]. Si l’intellect était un organe matériel spécifique (ou la partie d’un tel organe), alors il serait limité à ne recevoir que certains types d’informations, de la même manière que l’œil est limité à recevoir des données visuelles et l’oreille, des données auditives. Puisque l’intellect est capable de recevoir et d’émuler toutes les formes de données, il ne peut pas être un organe physique, et, par conséquent, il ne peut être qu’immatériel.

### Le néoplatonisme
Le christianisme des premiers siècles semble avoir lutté afin d’arriver à une position unique concernant la question de la relation entre l’esprit et le corps, de la même manière qu’il a lutté pour définir le statut ontologique du Christ. Le consensus semble avoir émergé autour de ce que l’on appelle aujourd’hui le néoplatonisme, au début du Moyen Âge. Les doctrines liées au néoplatonisme sont essentiellement des modifications mineures de l’idée générale de Platon à propos de l’immortalité de l’âme et de la nature des Formes. Les chrétiens néoplatoniciens assimilaient les Formes aux âmes, et croyaient que l’âme était la substance de chaque être humain, tandis que le corps n’en était qu’une ombre, ou une copie de ses phénomènes éternels.

### La scolastique
Les philosophes ont ensuite poursuivi dans l’optique néo-aristotélicienne tracée par Thomas d’Aquin, développant une notion tripartite des formes, faisant ainsi le parallèle avec la Trinité constituée par le Père, le Fils et le Saint-Esprit : les formes, l’intellect et l’âme étaient les trois aspects ou parties du même phénomène singulier. Pour Thomas d’Aquin, l’âme (ou l’intellect) constituait toujours la substance de l’être humain, mais, d’une façon semblable à ce qu’avait proposé Aristote, ce n’est qu’à travers ses manifestations dans un corps humain qu’une personne pouvait acquérir le statut d’être humain. Alors que l’âme (intellect ou forme) pouvait exister indépendamment du corps (contrairement à ce qu’affirmait Aristote), l’âme en elle-même ne constituait pas une personne. Ainsi, Thomas d’Aquin suggéra que l’on dît « l'âme de saint Pierre prie pour nous » plutôt que de dire « saint Pierre prie pour nous », puisque tout ce qui restait de saint Pierre, après sa mort, était son âme. Toutes les choses liées au corps, comme la mémoire individuelle, étaient effacées avec la fin de l’existence corporelle de chacun.
Différentes visions existent sur cette question dans le christianisme moderne. La doctrine officielle de l’Église catholique, comme il est illustré par le Symbole des Apôtres (Credo), affirme qu’à la seconde venue du Christ sur Terre, l’âme est réunie au corps lors de la résurrection, et la personne tout entière (corps et âme) part ensuite vers le Paradis ou l’Enfer. Ainsi, il y a une sorte d’inséparabilité de l’âme, de l’esprit et du corps, ce qui semble encore plus proche d’Aristote que les positions exprimées par Thomas d’Aquin.
Des théologiens n’acceptent pas cette doctrine et insistent sur le fait que seule l’âme immatérielle (et par conséquent l’esprit ou l’intellect avec elle) part pour le Paradis, laissant le corps (et le cerveau) derrière elle pour toujours.

### Descartes et les post-cartésiens

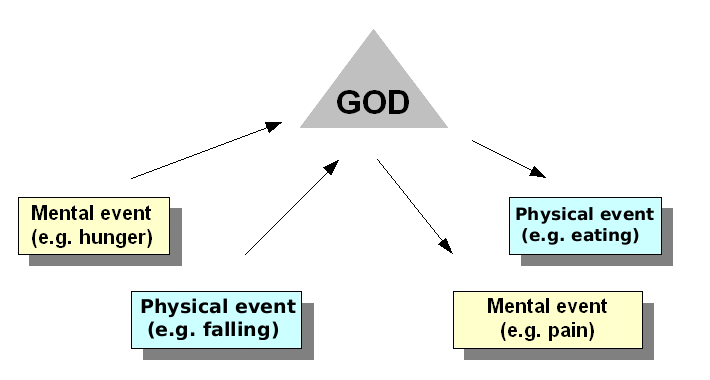
Une vision schématique de l’occasionnalisme, une théorie de causalité qui est apparue comme une solution au problème de l’interactionnisme résultant du dualisme cartésien.

Dans ses Méditations Métaphysiques, Descartes se lança dans une quête au cours de laquelle il s’engagea à douter de tout ce en quoi il croyait, afin de découvrir ce dont il pouvait être certain. En faisant cela, il découvrit qu’il pouvait douter du fait qu’il ait ou non un corps (il se pouvait qu’il soit simplement en train de rêver de son corps, ou que ce ne fût qu’une illusion créée par un "malin génie"), mais il ne pouvait pas douter de l’existence de son esprit. Ceci constitua pour Descartes le premier indice montrant que le corps et l’esprit étaient deux choses réellement différentes. L’esprit, selon Descartes, était une "chose pensante" (du latin res cogitans), et une substance immatérielle. Cette "chose" était l’essence de sa personne, celle qui doutait, croyait, espérait, et pensait. Cette distinction entre le corps et l’esprit est ainsi étayée dans les méditations VI : « j'ai une claire et distincte idée de moi-même, en tant que je suis seulement une chose qui pense et non étendue, et […] j'ai une idée distincte du corps, en tant qu'il est seulement une chose étendue et qui ne pense point ». « Toutes les choses que je conçois clairement et distinctement, peuvent être produites par Dieu telles que je les conçois. » Ainsi, explique Descartes, l’esprit est une chose pensante qui peut exister indépendamment de son corps étendu. Et par conséquent, l’esprit est une substance distincte du corps, une substance dont l’essence est la pensée.
L’affirmation centrale du dualisme cartésien est que l’esprit immatériel et le corps matériel interagissent de façon causale, une idée qui continue d’apparaître de manière privilégiée dans de nombreuses philosophies non européennes. Les événements mentaux causent des évènements physiques, et inversement. Cela conduit à un problème très profond concernant le dualisme cartésien : Comment un esprit immatériel peut-il causer quoi que ce soit dans un corps matériel, et inversement ? Ceci a souvent été appelé le "problème de l’interactionnisme".
Descartes lui-même a peiné pour obtenir une réponse cohérente à ce problème. Dans sa lettre à la princesse Élisabeth de Bohême, il suggéra que les esprits des êtres animés interagissaient avec le corps à travers la glande pinéale, une petite glande au centre du cerveau, entre les deux hémisphères. Cependant, cette explication n’était pas satisfaisante : comment un esprit immatériel peut-il interagir avec la glande pinéale matérielle ? Étant donné la difficulté qu’il y avait à défendre la théorie de Descartes, certains de ses disciples, tels Arnold Geulincx et Nicolas Malebranche, proposèrent une explication différente : toutes les interactions corps-esprit demandaient l’intervention directe de Dieu. Selon ces philosophes, les différents états de l’esprit et du corps constituaient seulement l’occasion d’une telle intervention, et non sa cause. Ces occasionalistes maintinrent cette thèse selon laquelle toute causalité était naturelle, excepté celle liant le corps et l’esprit.

## Typologie des dualismes en philosophie

### Différents types de dualismes ontologiques
Le dualisme ontologique consiste en l’affirmation du caractère dual de l’existence en rapport à l’esprit et à la matière, et peut se diviser en trois catégories :
1. Le dualisme de substance avance que l’esprit et la matière sont des types de substance fondamentalement distinctes[1].
2. Le dualisme des propriétés suggère qu’une distinction ontologique réside dans la différence entre les propriétés de l’esprit et de la matière (tel que proposé par l’émergentisme)[1].
3. Le dualisme des attributs est l’idée selon laquelle les attributs mentaux sont irréductibles aux attributs physiques[1].

#### Dualisme de substance
Le dualisme de substance est une forme de dualisme rendue célèbre par Descartes, qui affirmait qu’il existe deux types de substance : la substance mentale et la substance matérielle. La substance mentale n’a pas d’étendue spatiale, et la substance matérielle ne peut pas penser.
Le dualisme de substance est un point de vue qui contredit le physicalisme, l'un des points de vue les plus populaires en philosophie cognitive moderne. Cependant, on peut considérer l'importance historique du dualisme de substance, qui a donné naissance à de nombreuses réflexions sur le problème corps-esprit.
On peut également noter que les interprétations philosophiques de la physique quantique, et en particulier l’interprétation selon laquelle la conscience entraîne l’effondrement d’un système constitué de la superposition de plusieurs états quantiques, ne sont pas des réminiscences du dualisme de substance, puisque ces interprétations partent en général du principe que l’observateur est intriqué dans l’objet observé, et non pas une substance séparée comme dans le cas du dualisme de substance.
Le dualisme de substance est une position compatible avec la plupart des théologies qui affirment que les âmes immortelles occupent un royaume d'existence indépendant et distinct du monde physique. David Chalmers a mis au point récemment une expérience de pensée inspirée par le film Matrix, dans laquelle le dualisme de substance pourrait être vrai : Considérons une simulation informatique dans laquelle les corps de toutes les créatures sont contrôlés par leurs esprits, et les esprits restent strictement extérieurs à la simulation. Les créatures peuvent alors faire toutes les recherches qu’elles veulent, elles ne parviendront jamais à trouver où se situent leurs esprits, puisqu’ils n’existent pas dans leur univers observable. Ceci est un cas de dualisme de substance en rapport avec la simulation informatique. C’est naturellement différent d’une simulation informatique dans laquelle l'esprit fait partie de la simulation. Dans un tel cas, on a affaire à un monisme de substance.

#### Dualisme de propriété
Le dualisme de propriété suppose que lorsque la matière est organisée de manière appropriée (c'est-à-dire de la manière dont les corps humains sont organisés), des propriétés mentales émergent. Ainsi, c’est une sous-branche du matérialisme émergentiste. Des versions différentes du dualisme de propriété décrivent celles-ci de différentes manières. L’épiphénoménisme suppose que, alors que la matière donne naissance aux sensations, volitions, idées, etc., ces phénomènes mentaux eux-mêmes ne causent rien en retour : ce sont des points d’arrêt causaux. L’interactionnisme, d’un autre côté, autorise que les phénomènes mentaux soient les causes d’effets matériels, et inversement.

#### Dualisme d’attribut
Le dualisme d’attribut est le point de vue épousé par la plupart des physicalistes non réductionnistes, tels Donald Davidson et Jerry Fodor, qui soutiennent que, tandis qu’il n’y a qu’une seule catégorie ontologique de substance et de propriétés de substance (habituellement physique), les attributs que l’on utilise pour décrire les évènements mentaux ne peuvent pas être à leur tour décrits à l'aide d’attributs physiques par le langage naturel, ni y être réduits,. Si l’on caractérise le monisme d’attribut comme le point de vue auquel adhèrent les matérialistes éliminativistes, qui maintiennent que des attributs intentionnels tels que la croyance, le désir, le ressenti, etc., seront inévitablement retirés du langage des sciences et du langage ordinaire car les entités auxquelles ils se réfèrent n’existent pas, alors le dualisme d’attributs est plus aisément défini comme étant la négation de cette position. Les dualistes d’attribut croient que ce que l’on peut appeler la "psychologie du peuple", avec toutes ses attributions d’attitudes propositionnelles, est une partie inévitable de l’entreprise de description, d’explication et de compréhension des états mentaux et du comportement de l’homme.
Par exemple, Davidson adhère à une vision du monisme anomale, selon laquelle il ne peut pas y avoir de lois psychophysiques strictes reliant les évènements mentaux et physiques selon leurs descriptions en tant qu’évènements mentaux et physiques. Cependant, à chacun de ces évènements mentaux correspond une description physique. C’est selon cette dernière description que de tels évènements peuvent être reliés par des relations causales avec d’autres évènements physiques. Les attributs mentaux (rationnel, holistique et nécessaire) sont donc différents) de manière irréductible des attributs physiques (contingent, atomique et causal).

### Différentes conceptions dualistes de la causalité

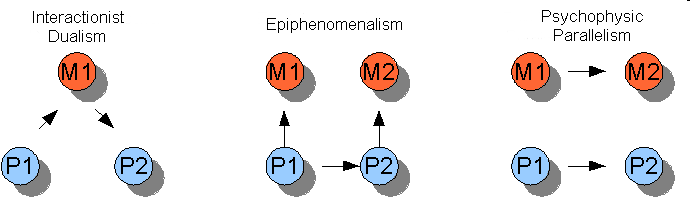
Trois sortes de dualisme. La flèche indique la direction de l’interaction causale.

#### Interactionnisme
L’interactionnisme est le point de vue selon lequel les états mentaux, tels que la croyance et le désir, interagissent de façon causale avec les états physiques. C’est une position très attirante qui corrobore la vision intuitive de notre bon-sens, en dépit du fait qu’il soit très difficile d’établir sa validité par le moyen d’une argumentation logique ou de preuves empiriques. Elle nous parait être attirante parce que nous sommes entourés par de tels évènements quotidiens, tel l’enfant qui touche un fourneau chaud (évènement physique), ce qui lui fait ressentir de la douleur (évènement mental), puis crier et pleurer (évènement physique), ce qui a pour conséquence de causer chez ses parents une sensation de peur et un besoin de le protéger (évènement mental) et ainsi de suite.

#### Epiphénoménisme
Selon la vision épiphénoméniste, tous les évènements mentaux sont causés par des évènements physiques et ils n’ont aucune conséquence physique. Ainsi, l’évènement mental qui consiste à vouloir ramasser une pierre (appelons cet évènement M) est causé par le déclenchement de neurones spécifiques dans le cerveau (appelons cet évènement P) ; cependant, lorsque le bras et la main se mettent en mouvement pour ramasser la pierre (appelons cet évènement E), ce dernier événement n’est causé que par P. Les causes physiques sont donc en principes réductibles à la physique fondamentale, et par conséquent les causes mentales sont éliminées à travers cette explication réductionniste. Si P est la cause de E et aussi de M, il n’y a pas de surdétermination par "M" pour l’explication de E.

#### Parallélisme
Le parallélisme psychophysique est un point de vue très inhabituel concernant l’interaction entre les évènements physiques et mentaux, point de vue qui a été soutenu principalement, et sans doute pour la seule fois véritablement, par Gottfried Wilhelm Leibniz. Comme Malebranche et d’autres avant lui, Leibniz a reconnu la faiblesse de la prise en compte par Descartes des interactions causales intervenant en un lieu défini dans le cerveau. Malebranche a décidé que l'invocation d'un support matériel tel que la glande pinéale pour expliquer les interactions entre le matériel et l’immatériel était impossible, et il a par la suite formulé sa doctrine de l’occasionalisme, supposant que les interactions étaient en réalité causées par l’intervention de Dieu lors de chacune des occasions individuelles. L’idée de Leibniz est que Dieu a créé, une fois pour toutes, une harmonie préétablie de telle manière que tout se passe comme si les évènements physiques et mentaux étaient la cause, et étaient causés l’un par l’autre mutuellement. En réalité, les causes mentales n’ont que des effets mentaux et les causes physiques n’ont que des effets physiques. C’est la raison pour laquelle ce point de vue a été appelé parallélisme.

## Arguments en faveur du dualisme

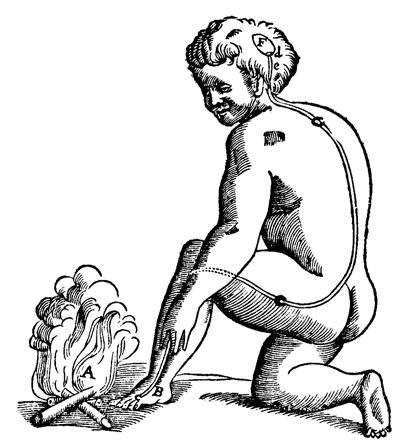
Illustration de Descartes. Le feu déplace la peau, ce qui tire un fil microscopique, ce qui ouvre un pore dans le ventricule (F), permettant à l’"esprit animal" de s’écouler à travers un tube, qui gonfle le muscle de la cuisse, entraînant le retrait du pied.

Les arguments en faveur du dualisme sont de plusieurs sortes.

### Arguments subjectifs en faveur du dualisme
Un argument essentiel contre le physicalisme (et donc en faveur d’une forme quelconque de dualisme) consiste en l’idée que le spirituel et le matériel semblent avoir des propriétés plutôt différentes et, sans doute, irréconciliables.
Les évènements mentaux ont une qualité subjective qui leur est associée, alors que les évènements physiques n’en ont évidemment pas. Par exemple, qu’est-ce que l’on ressent lorsqu’on se brûle le doigt ? À quoi ressemble le ciel bleu ? À quoi ressemble une musique agréable ?
Les philosophes appellent qualia ces aspects subjectifs de l’esprit. Il y a quelque chose à quoi ressemble une couleur, une brûlure, et ainsi de suite ; les qualia interviennent dans ces évènements mentaux. L’argument est alors que ces qualia semblent particulièrement difficiles à ramener à quoi que ce soit de physique.
Frank Jackson a formulé son fameux argument de la connaissance en se fondant justement sur de telles considérations. Dans son expérience de pensée, il demande de considérer une neurologue, Mary, qui est née et a vécu toute sa vie dans une pièce en noir et blanc, avec une télévision en noir et blanc, et un ordinateur à travers lequel elle collecte toutes les données scientifiques qu’elle peut sur la nature des couleurs. Jackson affirme que, à partir du moment où Mary va quitter la pièce, elle va obtenir une nouvelle connaissance qu’elle ne possédait pas avant cela : la connaissance de l’expérience subjective de la couleur. Bien que, par hypothèse, Mary savait déjà tout ce qu’il y avait à savoir à propos des couleurs d’un point de vue objectif, scientifique, à la troisième personne, elle n’a jamais su, selon Jackson, ce que c’était que de voir le rouge, le orange, le vert, etc. Si Mary apprend vraiment quelque chose de nouveau, c’est que cette connaissance doit être une chose immatérielle, puisqu’elle savait déjà tout ce qu’il y avait à savoir sur l’aspect matériel des couleurs. David Lewis répond à cet argument en disant que ce que Mary a été amenée à connaître était simplement la capacité à reconnaître et à identifier les sensations de couleur auxquelles elle n’avait préalablement jamais été exposée. Cet argument est mis en défaut puisqu’il fait la confusion entre le fait de savoir comment faire quelque chose, et connaître une chose en tant que telle. D’autres ont repris l’argument de Lewis et ont tenté de le modifier, avançant que la capacité qui est apprise consiste en un processus d’imagination ou de mémorisation. Mais l’imagination et la mémorisation sont toutes deux fondées sur la représentation de ce à quoi une chose ressemble. Par conséquent, cet argument ne répond pas au problème initial.

### L’argument des sciences spéciales
Cet argument consiste à dire que, si le dualisme des attributs est vrai, alors il existe des sciences spéciales irréductibles à la physique. Ces sciences spéciales irréductibles, qui sont la source de la perception d’attributs supposés irréductibles, sont présumées différentes des sciences dures dans la mesure où elles sont dépendantes d’une intentionnalité. Si elles dépendent d’une intentionnalité, alors elles doivent dépendre de l’existence d’esprits capables d’une posture intentionnelle. La psychologie est bien sûr le cas typique d’une telle science spéciale. Par conséquent, cette science et ses attributs doivent dépendre encore plus profondément de l’existence de l’esprit.
Idéalement, la physique a pour fonction de nous dire comment est le monde, de le décomposer en ses éléments les plus simples compréhensibles par l’homme, et de le décrire sans les interférences dues aux points de vue limités des individus ou aux intérêts personnels en jeu. D’un autre côté, des choses tels que le caractère prédictible de la météo ou le comportement des êtres humains n’ont d’intérêt que pour l’être humain lui-même. Le problème est que le fait d’avoir un point de vue sur le monde est en soi un état psychologique. Par conséquent, les sciences spéciales présupposent l’existence d’esprits qui peuvent atteindre ces états. Si l’on souhaite éviter le dualisme ontologique, alors l’esprit, qui a un point de vue, doit faire partie de la réalité physique sur laquelle il a son point de vue. Si c’est le cas, alors afin de percevoir le monde physique en tant que monde psychologique, l’esprit doit avoir un point de vue sur le monde physique. Ceci présuppose en retour l’existence de l’esprit.

### L’argument du zombie
L'argument du zombie est fondé sur une expérience de pensée proposée par David Chalmers. L’idée fondamentale est que l’on peut imaginer, et par conséquent mettre en œuvre, l’existence d’un corps humain sans conscience associée.
L’argument de Chalmers est qu’il semble tout à fait possible, au sens d'une possibilité logique, non d'une possibilité empirique, qu’une telle entité existe puisque tout ce qui est nécessaire à sa conception est que toutes les choses décrites par les sciences physiques, et seulement elles, soient vraies pour le zombie. Puisque aucun des concepts impliqués dans ces sciences ne fait référence à la conscience ou à tout autre phénomène mental, le passage de l’imagination à la conception n’est pas aussi grand qu’il n’y paraît.
Ainsi, une version « zombie » de David Chalmers serait en tous points identique au David Chalmers actuel, du moins identique du point de vue tant de sa constitution physique que de ses comportements. En principe, il serait impossible d'identifier le "zombie" comme tel, ou de le différencier du Chalmers actuel, qui lui est doté de conscience. Seul le Chalmers conscient a accès à l'aspect phénoménal de sa conscience. Comme nos deux Chalmers sont identiques, spécifiquement leur cerveau est en tous points le même et fonctionne de la même façon, un neurologue non plus ne pourrait les différencier. Néanmoins, selon l'expérience de pensée, une chose peut les différencier : l'un est dénué de vie consciente, n'a pas de qualia.
Daniel Dennett a fait une critique de cet exercice de pensée. Il base son attaque sur une critique de la notion de qualia.
En particulier, il présente dans Vues de l'esprit une drogue hypothétique transformant un individu en zombie. Ainsi, si cet individu est en proie à d'intenses souffrances physiques ou morales mais ne peut se suicider, parce que par exemple sa famille a besoin de lui, la drogue lui assure définitivement un fonctionnement purement dénué de conscience, toutes choses égales par ailleurs (son corps assurera son travail et ses relations en simulant mécaniquement les diverses émotions habituelles).
L'individu décide de prendre la drogue un jour donné. Il ignore que ses proches, constatant son extrême souffrance, la lui ont déjà administrée à son insu. Il manifeste donc un grand étonnement que rien ne change pour lui quand il l'absorbe.

### Argument de l’identité individuelle
Cet argument concerne les différences dans l’application de propositions contrefactuelles aux objets physiques d’une part, et aux entités douées de conscience d’autre part. Dans le cas de n’importe quel objet matériel (par exemple : une imprimante), on peut formuler une série de propositions contrefactuelles de la manière suivante :
1. Cette imprimante pourrait être faite de paille.
2. Cette imprimante pourrait être faite d’une sorte quelconque de plastique, et de tubes électroniques.
3. Cette imprimante pourrait être faite à hauteur de 95 % de ce dont elle est réellement constituée, et de 5 % de tubes électroniques, etc.

Quelque part entre le point où l’imprimante décrite est faite précisément des matériaux qui constituent la véritable imprimante, et le point où l’imprimante est faite de, disons, 20 % de matériaux différents, on peut décider que l’imprimante devient la même imprimante en fonction d’une convention fixée arbitrairement.
Imaginons une personne, Frédérique, qui a un jumeau né du même œuf et d’un spermatozoïde légèrement différent. Imaginons une série de propositions contrefactuelles correspondant à l’exemple de l’imprimante. Quelque part au cours du déroulement des propositions, l’identité de Frédérique devient incertaine. Dans ce cas, il a été affirmé que la superposabilité des constitutions ne peut pas être appliquée à l’identité des esprits. « Mais tandis que mon corps peut alors avoir sa copie partielle dans un éventuel autre monde, ma conscience ne le peut pas. N’importe quel état de conscience que je peux imaginer est soit à moi, soit à un autre. Il n’y a pas de nuances possibles ici ».
Si le jumeau de Frédérique, Frédériqua, est constitué à 70 % de la même substance physique que Frédérique, cela signifie-t-il que Frédérique est également à 70 % identique mentalement à Frédériqua ? Est-ce que cela a un sens de dire que quelque chose est mentalement semblable à 70 % à Frédérique ?

## Arguments contre le dualisme

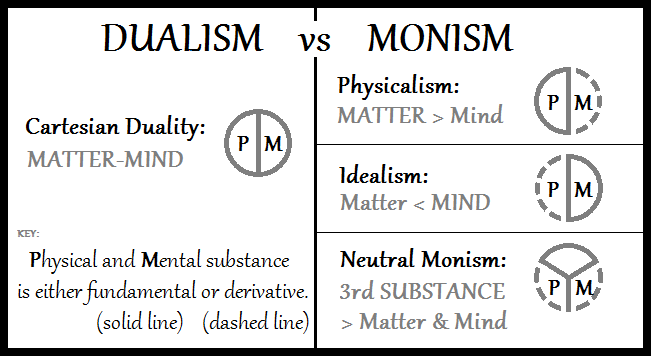
Schéma comparant l'ontologie du dualisme et du monisme.

### Conservation de l’énergie et fermeture causale
Une des objections principales à l’interactionnisme dualiste, comme il a été mentionné plus haut, est qu’il est très difficile, sinon impossible, de comprendre comment deux types de substances complètement différentes (matérielle et immatérielle) peuvent interagir de façon causale. Une réponse possible à ce problème est de souligner le fait que, peut-être, l’interaction causale qui a lieu n’est pas du tout du même type que l’interaction de mécanique newtonienne classique comme dans l’exemple des boules de billard, mais met plutôt en jeu de l’énergie, de la matière sombre ou un quelconque autre processus mystérieux.
Même si cette dernière affirmation est vraie, certains maintiennent qu’il y a toujours un problème : de telles interactions semblent violer les lois fondamentales de la physique. Si une source d’énergie extérieure et inconnue est responsable des interactions, par exemple, cela violerait le principe de conservation de l'énergie. D’un autre côté, les lois de conservation ne s’appliquent qu’aux systèmes fermés et isolés, et, puisque les êtres humains ne sont pas des systèmes fermés et isolés, répondent les interactionnistes, ces lois ne s’appliquent absolument pas ici.
Dans le même état d’esprit, certains réfutent l’interactionnisme dualiste en expliquant qu’il viole un principe heuristique général de la science : la fermeture causale du monde physique. Mais Mills a répondu à cet argument en soulignant le fait que les évènements mentaux peuvent être surdéterminés. La surdétermination signifie que certains aspects d’un effet peuvent ne pas être complètement expliqués par ses causes suffisantes. Par exemple, « la musique aiguë a fait casser ce verre, mais c’est la troisième fois que ce verre s’est cassé cette semaine ». Il est certain que la musique aiguë est la cause suffisante du fait que le verre se soit cassé, mais cela n’explique pas l’autre élément de la phrase, le fait que « c’est la troisième fois cette semaine… ». Cet élément est lié de façon causale, dans un sens, aux deux évènements antérieurs. Par conséquent, il a été souligné que l’on devrait probablement se focaliser sur les aspects intrinsèques ou inhérents d’une situation ou d’un événement, s’ils existent, et n’appliquer l’idée de fermeture causale qu’à ces éléments.
Par ailleurs, la question se pose du déterminisme par opposition à l’indéterminisme. En mécanique quantique, les évènements à l’échelle microscopique sont indéterminés. Plus précise est la localisation de la position d’un électron, plus imprécise devient la mesure de son moment cinétique, et vice-versa. Certains philosophes tels Karl Popper et John Eccles ont émis l’hypothèse qu’une telle indétermination pouvait également s’appliquer à l’échelle macroscopique. La plupart des scientifiques, cependant, insistent sur le fait que les effets d’une telle indétermination s’annulent mutuellement pour les grands assemblages de particules.

### Arguments fournis par l'observation clinique
Cet argument court mais puissant a été formulé entre autres par Paul Churchland. L’idée est simplement que, en cas de lésion cérébrale (par exemple traumatique, ou secondaire à une maladie neurologique) les propriétés et/ou la substance mentale de la personne concernée sont systématiquement affectées. Si l’esprit était une substance entièrement distincte du cerveau, comment serait-il possible que, chaque fois que le cerveau est blessé, l’esprit soit affecté ? En effet, il est même très souvent possible de prédire et d’expliquer le type de détériorations ou de modifications mentales ou psychologiques qu’un être humain va subir lorsque certaines parties spécifiques de son cerveau sont endommagées. Ainsi, la question à laquelle le dualiste fait face est celle de savoir comment tout ceci peut être expliqué si l’esprit est une substance immatérielle et distincte, ou ontologiquement indépendante, du cerveau.
L'analogie du cerveau avec un ordinateur est réfutée par de nombreux neuroscientifiques parmi lesquels Gerald Edelman qui argumente que seule une théorie sélectionniste peut rendre compte des propriétés de reconnaissance du cerveau. Ce modèle sélectionniste raisonne du point de vue des populations de neurones et s’appuie sur la sélection d’éléments ou états particuliers tirés d’un vaste répertoire de possibilités. Pour Edelman, le processus de la conscience est donc une manifestation dynamique de l’activité des cartes neuronales réparties dans de nombreuses aires différentes du cerveau. La conscience n'est pas localisée, le fait qu’une aire cérébrale puisse être essentielle ou nécessaire à la conscience ne signifie pas qu’elle est suffisante – tel ou tel groupe de neurones dans telle ou telle aire corticale peut d’ailleurs contribuer à l’activité consciente à un moment donné et pas au suivant. Dès lors, le sophisme qui consiste à dire que si le cerveau peut être comparé à un ordinateur cela implique qu'il y a un programmeur ne tient pas puisque les neurosciences réfutent la première prémisse.

### Argument du développement biologique
Un autre argument courant contre le dualisme consiste en l’idée que puisque l’être humain vient à l’existence (à la fois phylogénétiquement et ontogénétiquement) en tant qu’entité purement physique ou matérielle, et puisque rien d’extérieur au domaine de la physique ne lui a été ajouté par la suite au cours de son développement alors on doit nécessairement terminer notre développement en tant qu’êtres entièrement matériels.
Phylogénétiquement, l’espèce humaine a évolué, comme toutes les autres espèces, à partir d’un être monocellulaire fait de matière. Puisque tous les évènements ultérieurs conduisant à la formation de notre espèce peuvent être expliqués à travers le processus de mutation aléatoire et de sélection naturelle, la difficulté pour le dualiste est d’expliquer où et pourquoi il aurait pu y avoir l’intervention d’un événement non physique, non matériel dans le processus de l’évolution naturelle. Ontogénétiquement, on commence notre existence en tant qu’ovule fertilisé. Il n’y a rien de non matériel ou de mentaliste dans la conception, la formation du blastocyste, du gastrula, et ainsi de suite. Notre développement peut s’expliquer entièrement par l'accumulation de matière à travers le processus de nutrition. Alors, d’où pourrait provenir notre esprit non physique ?

### Argument de simplicité
L’argument de simplicité est probablement le plus simple et également le plus courant contre le dualisme corps/esprit. Le dualiste est systématiquement confronté à la question de savoir pourquoi l’on devrait nécessairement croire en l’existence de deux entités ontologiquement distinctes (l’esprit et le cerveau), alors qu’il semble possible, et plus facilement réfutable avec des outils d’investigation scientifiques, d’expliquer les mêmes évènements et les mêmes propriétés avec une seule entité. C’est un principe heuristique en science et en philosophie de ne pas considérer l’existence de plus d’entités qu’il n’est nécessaire pour une explication et une prédiction claire (voir Rasoir d'Ockham).

## Perception humaine
Intuitivement, les humains — enfants comme adultes — tendent à être dualistes, c'est-à-dire à considérer le corps et l'esprit comme deux choses de nature distinctes qui peuvent subsister l'une sans l'autre. Cela est vrai autant dans le monde occidentale que dans les autres cultures, sans que la cause (culturelle ou innée) en soit claire. Toutefois, on constate que les personnes ayant les plus grandes aptitudes en théorie de l'esprit, c'est-à-dire capables de percevoir les états d'autres individus (intentions, désirs, etc.), sont également celles ayant la tendance dualiste la plus marquée.